# Guillaume Amontons

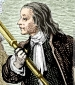
Guillaume Amontons

Guillaume Amontons (ur. 31 sierpnia 1663 w Paryżu, zm. 11 października 1705 tamże) – francuski fizyk i wynalazca, pionier tribologii.
Badał własności gazów. Jako pierwszy wpadł na pomysł termometru gazowego. Sformułował prawo tarcia. Ponadto odkrył proporcjonalność ciśnienia powietrza do temperatury, a także wprowadził pojęcie temperatury zera bezwzględnego.